# Жерпин
Жерпин (на френски: Gerpinnes) е селище в Югозападна Белгия, окръг Шарлероа на провинция Ено. Населението му е около 12 000 души (2006).